# Cerritos (Californie)
Pour les articles homonymes, voir Cerrito et Cerritos.
Cerritos est une ville planifiée de banlieue située dans le comté de Los Angeles, en Californie, aux États-Unis. Selon le Bureau du recensement des États-Unis, la ville avait en 2010 une population totale de 49 041 habitants.
C'est dans cette banlieue de Los Angeles que s'est écrasé en 1986 le vol 498 Aeroméxico, détruisant plusieurs maisons et faisant 15 victimes au sol.

## Démographie
| Groupe            | Cerritos | Californie | États-Unis |
| ----------------- | -------- | ---------- | ---------- |
| Asiatiques        | 61,9     | 13,1       | 4,8        |
| Blancs            | 23,1     | 57,6       | 72,4       |
| Afro-Américains   | 6,9      | 6,2        | 12,6       |
| Métis             | 3,9      | 4,9        | 2,9        |
| Autres            | 3,7      | 17,0       | 6,2        |
| Océaniens         | 0,3      | 0,4        | 0,2        |
| Amérindiens       | 0,3      | 1,0        | 0,9        |
| Total             | 100      | 100        | 100        |
|                   |          |            |            |
| Latino-Américains | 12,0     | 37,6       | 16,7       |

Selon l'American Community Survey, pour la période 2011-2015, 41,24 % de la population âgée de plus de 5 ans déclare parler anglais à la maison, alors que 13,92 % déclare parler le coréen, 11,39 % une langue chinoise, 10,96 % le tagalog, 8,37 % l'espagnol, 1,98 % le gujarati, 1,52 % l'hindi, 1,24 % le vietnamien, 1,14 % une langue africaine, 0,94 % l'arabe, 0,88 % le japonais, 0,69 % le thaï, 0,67 % le cambodgien et 5,07 % une autre langue.
| 1960  | 1970   | 1980   | 1990   | 2000   | 2010   |
| ----- | ------ | ------ | ------ | ------ | ------ |
| 3 508 | 15 856 | 53 020 | 53 240 | 51 488 | 49 041 |